# تشارلز فليتشر جونسون
تشارلز فليتشر جونسون (بالإنجليزية: Charles Fletcher Johnson)‏ (و. 1859 – 1930 م) هو سياسي، وقاض، ومحام من الولايات المتحدة الأمريكية .
تولى منصب عضو مجلس الشيوخ الأمريكي .وهو عضو في الحزب الديمقراطي الأمريكي .